# Университет Фарерских островов
Университет Фарерских островов (фар. Fróðskaparsetur Føroya) — государственный университет, расположенный в городе Торсхавн, столице Фарерских островов. Университет включает три факультета: факультет фарерского языка и литературы, факультет науки и технологии и факультет истории и социальных наук. Первоначально имелось также отделение теологии, однако в настоящее время оно закрыто. Университет предлагает степени бакалавра, магистра и доктора по всем трём направлениям. В нём проводится ежегодный конкурс диссертаций, доступный для всех студентов. В университете обучается около 1000 студентов (2022). Основной язык преподавания — фарерский.
Университет располагает ежегодным рабочим бюджетом в 19 миллионов датских крон и тесно сотрудничает с Копенгагенским университетом и Университетом Исландии в проведении исследовательских проектов.

## История
Университет Фарерских островов был основан в 1965 году членами Фарерского научного общества, основанного, в свою очередь, в 1952 году. В числе других видов деятельности общество издавало научный периодический журнал и проводило обширную работу по составлению словаря фарерского языка.
Университет начался с одного профессора, Кристиана Матраса, и архивариуса, Мауда Хейнесена. В первые годы существования в заведении были доступны одногодичные курсы естественной истории и фарерского языка для преподавателей. Вдобавок к курсам, университет организовал комиссию по сбору материалов, связанных с фарерской народной культурой с целью её сохранения. В настоящее время они хранятся в архивах Факультета фарерского языка и литературы. Ещё одна комиссия была утверждена в 1972 году для сбора фарерских гимнов и баллад на духовные темы.
Университет долгое время носил название «Фарерская Академия» (Academia Færoensis) и лишь в 1990 году получил официальный статус университета.